# 恐怖の部屋

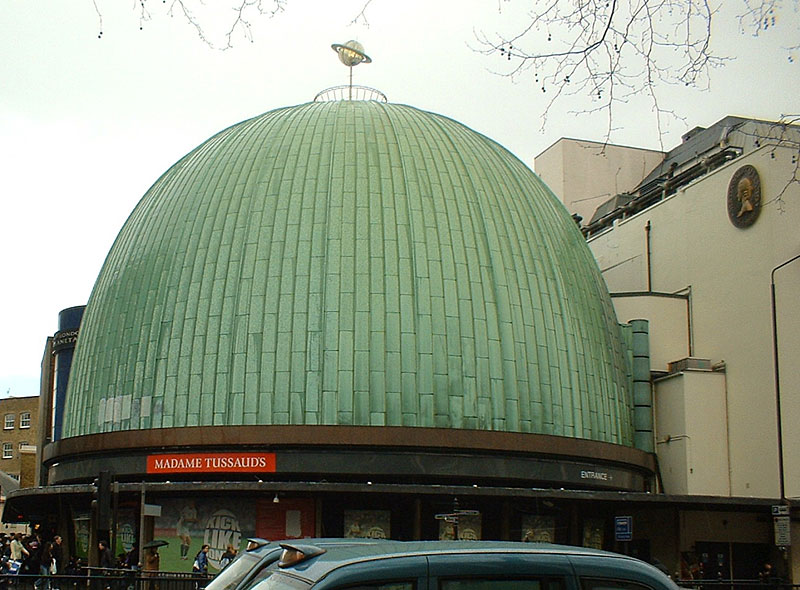
「恐怖の部屋」があったマダム・タッソー館（本館）の外観

恐怖の部屋（きょうふのへや、Chamber of Horrors）は、ロンドンのマダム・タッソー館（マダム・タッソー蝋人形館）の開館初期から存在した特別展示室であり、悪名高い殺人者や歴史上の人物の蝋人形が展示されていた。1802年にマリー・タッソーがロンドンで開いた蝋人形展の時から特別室として設けられていたものであり、当時人気のあった奇人変人を模った蝋人形ではなく、歴史上の人物の蝋人形や工芸品を展示したことですぐに人気を博した。2016年4月に完全閉鎖された。

## 前身と初期

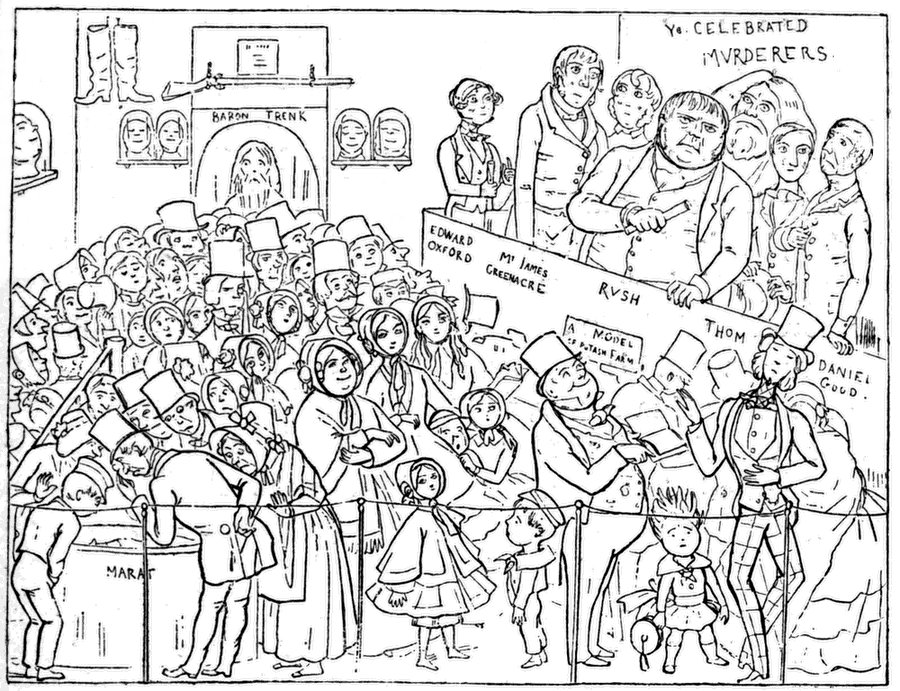
「恐怖の部屋」を描いたリチャード・ドイルの絵（1849年）

「恐怖の部屋」の前身は1782年に、マリー・タッソー（マダム・タッソー）の蝋人形細工の師であったフィリップ・クルティウス医師がパリで開催した蝋人形展の付属施設として設けた「大泥棒の洞窟（仏：Caverne des Grands Voleurs）」である。ここではフランスで処刑された悪名高い犯罪者などの蝋人形が展示されていた。1794年のクルティウスの死去の際、これら展示物はタッソーが相続した。
1802年、ロンドンにやってきたタッソーはライシーアム劇場 (ロンドン)で蝋人形展示の興行を行い、この際に「大泥棒の洞窟」の展示物の一部も「別室」に展示した。その後のイギリス国内での巡業においても、「別室」を設け通常展示物と分けていた。この時の展示品には国王ルイ16世とマリー・アントワネットの頭部のほか、デュ・バリー夫人、マラー、ロベスピエール、エベール、カリエ、フーキエ＝タンヴィルなどの蝋人形、さらには蝋細工以外にも、ギロチンやバスティーユ監獄の模型、クルティウスのコレクションであったエジプトのミイラなどが含まれていた。

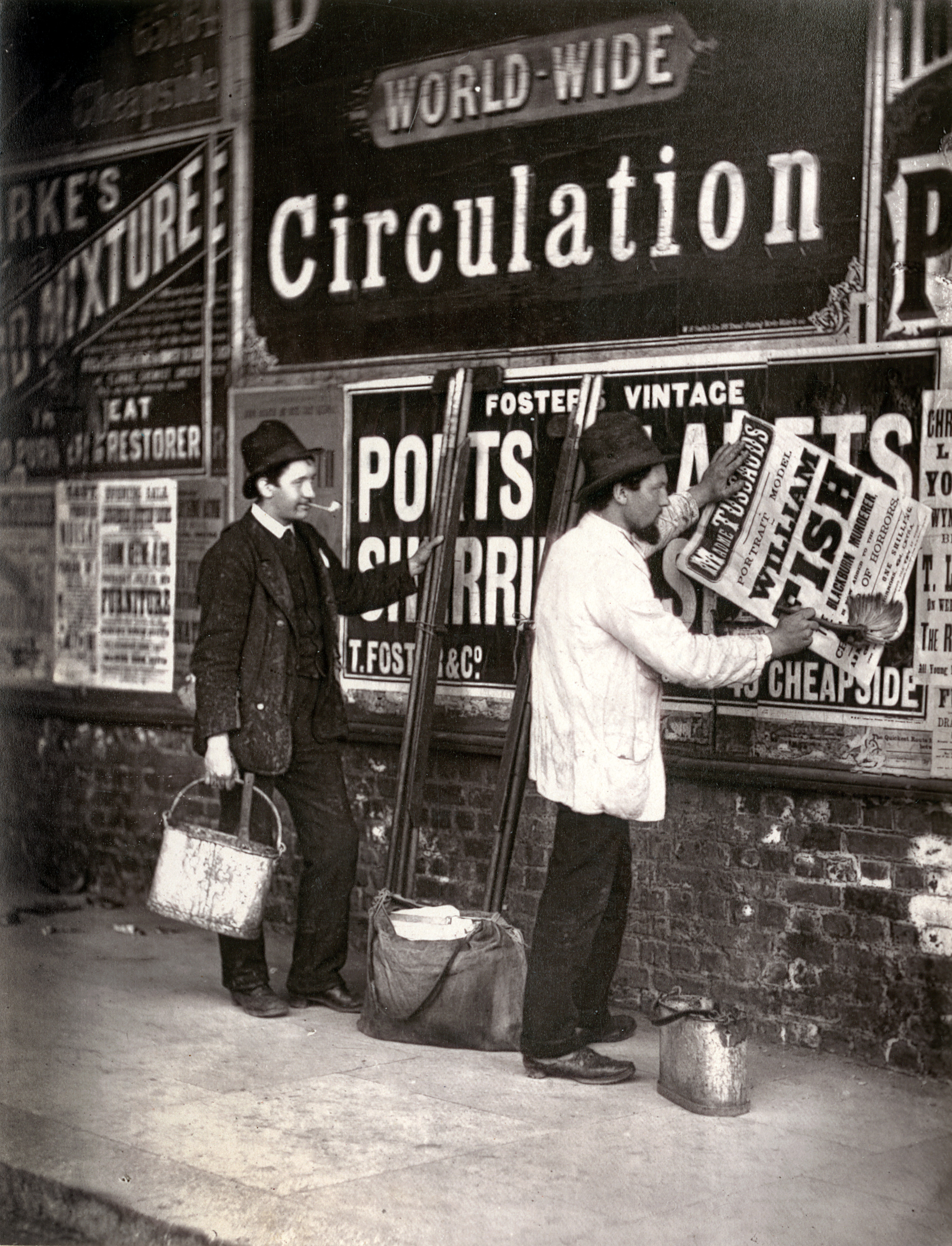
「恐怖の部屋」の宣伝ポスターを貼っている男（1877年、ロンドン）

1835年にタッソーがロンドンに常設展示場を設け、ここで「別室」が「恐怖の部屋」となった。この時の展示品には、上記のもの以外にデスパード大佐、アーサー・シスルウッド、ウィリアム・コーダー、バークとヘアなどがあった。「恐怖の部屋」という名前は、1845年にパンチ誌に寄稿した人物による命名とされることが多いが、マダム・タッソー自身が考案したものと思われ、1843年には広告に使用されていた。来館者は特別室に入るために6ペンスの追加料金が必要であった。
1886年の展示品には、ジェームズ・ブルームフィールド・ラッシュ、チャールズ・ピース、ウィリアム・マーウッド、パーシー・ルフロイ・メープルトン、メアリー・アン・コットン、イスラエル・リプスキ、フランツ・ミュラー、ウィリアム・パーマー、マリー・マニングが含まれていた。

## 特別展示室
この特別展示室は建物の地下にあり、マダム・タッソー自身が製作したルイ16世、マリー・アントワネット、マラー、ロベスピエールなどのフランス革命の犠牲者のデスマスクから作られた蝋製の頭部や、チャールズ・マンソンといった比較的近年の殺人鬼や悪名高い犯罪者の蝋人形などが展示されていた。
1996年に150万ドルをかけて改装され、過去500年間における罪と罰の歴史を再現し、ニューゲート監獄の品々や拷問器具のレプリカが飾られ、部屋には役者が吹き込んだうめき声や叫び声といった音声も流されていた。
近年の新しい試みとしては不気味なメイクと衣装を身にまとった役者が、暗い影や牢屋の奥から客を呼び寄せるというものもあった。また、監獄のセットに、基本的には独房内に蝋人形が置かれているにもかかわらず、扉が半開きのまま、中には誰もいない（何もない）独房があり、危険な狂人が逃亡したかのような演出がなされているものもあった。
歴史上の人物としては、ヴラド・ツェペシュ、チンギス・カン、ガイ・フォークス、アドルフ・ヒトラーらの蝋人形が展示されていた。有名な犯罪者たちの蝋人形が飾られていたにもかかわらず、切り裂きジャックの蝋人形は無かった。これは、似ているかどうかわからない人物はモデルにしないというマダム・タッソーの方針によるものであり、代わりに影が描かれていた。
不祥事が発覚した著名な芸能人であるジミー・サヴィルとゲイリー・グリッターの蝋人形は一般展示から「恐怖の部屋」に移されることはなく、そのまま破棄された。
この部屋の見学はオプションであり、小さな子供や妊婦は入らないよう勧められていた。
2016年4月11日に閉鎖され、その後、「シャーロック・ホームズ・エクスペリエンス」という新しいアトラクションにリニューアルされた。
教育的観点から、この部屋は世界中の様々な処刑方法をカタログ化していたが、完全閉鎖に伴い一般人がこの機会を得ることはできなくなった。

## 写真

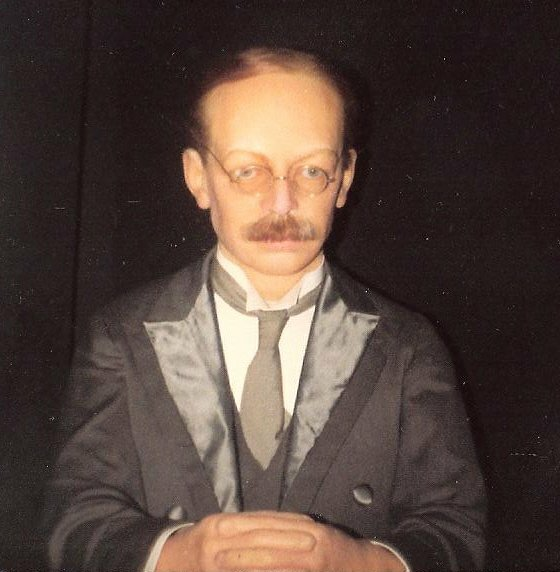
ホーリー・ハーヴェイ・クリッペンの蝋人形
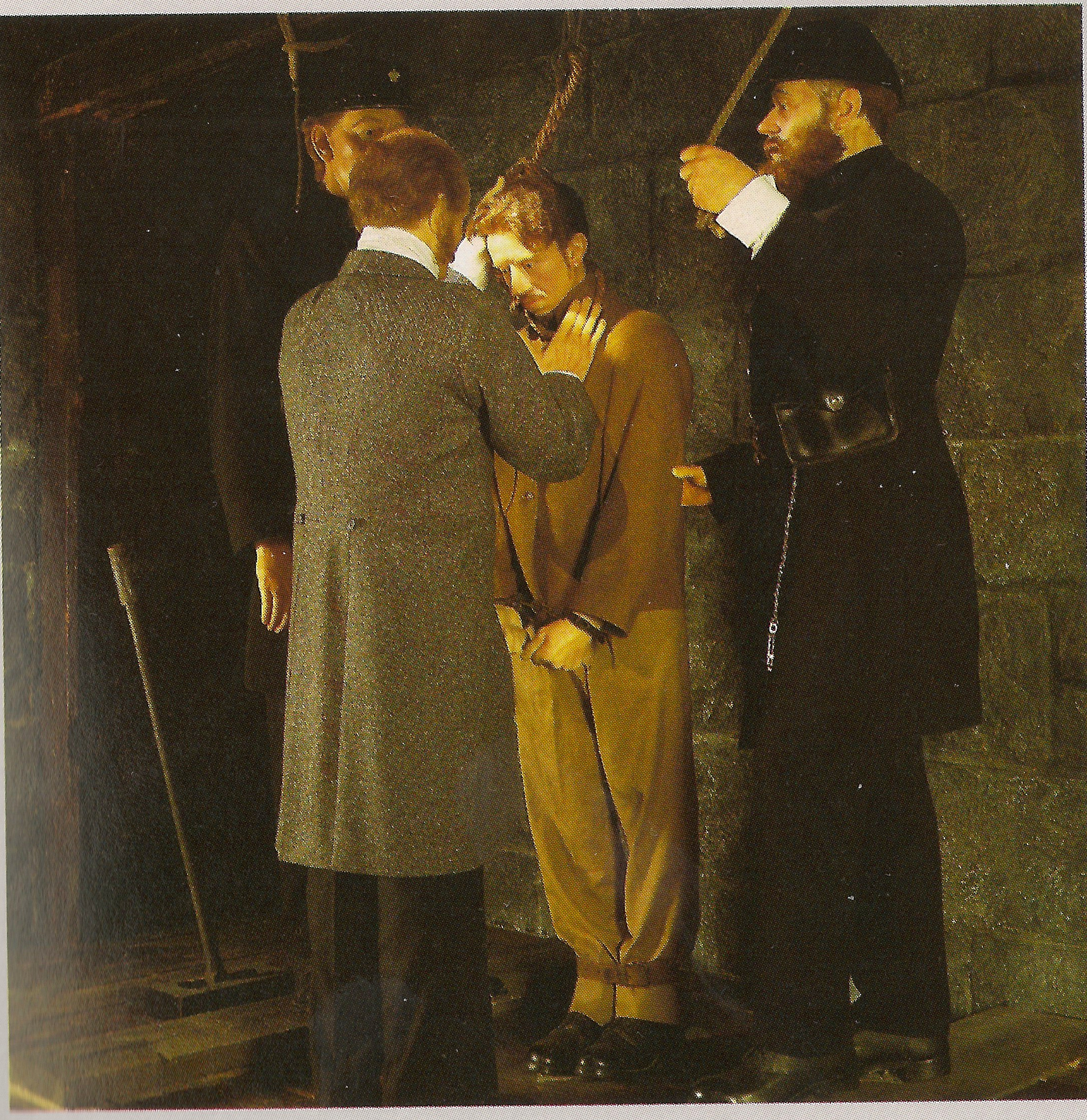
絞首刑にされる直前のドクター・クリッペン
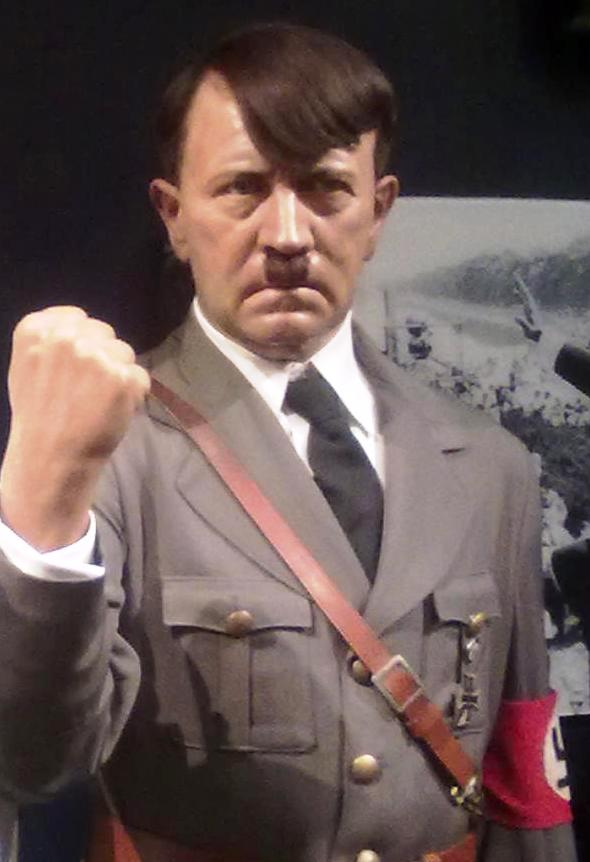
アドルフ・ヒトラーの蝋人形
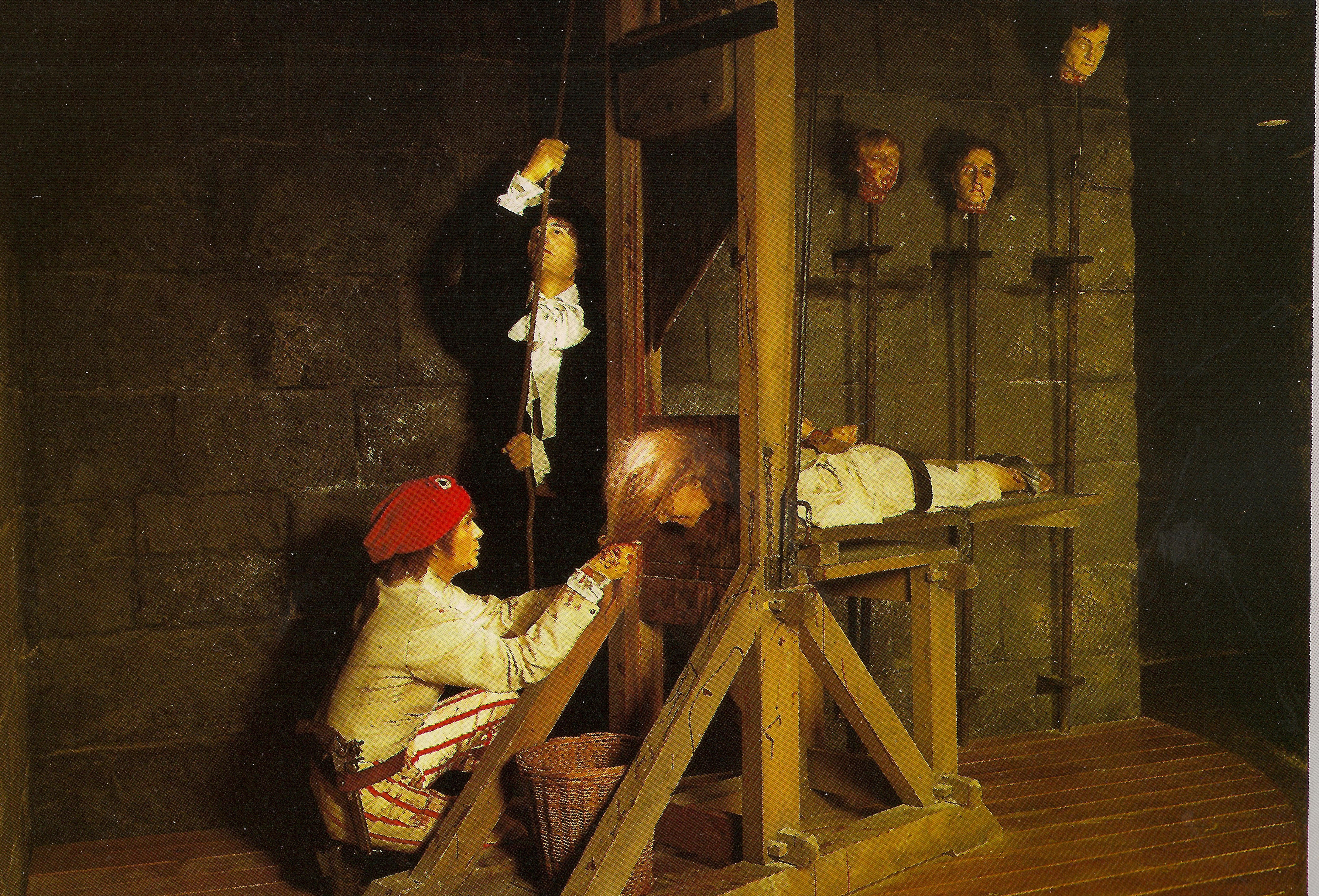
ギロチンによる処刑
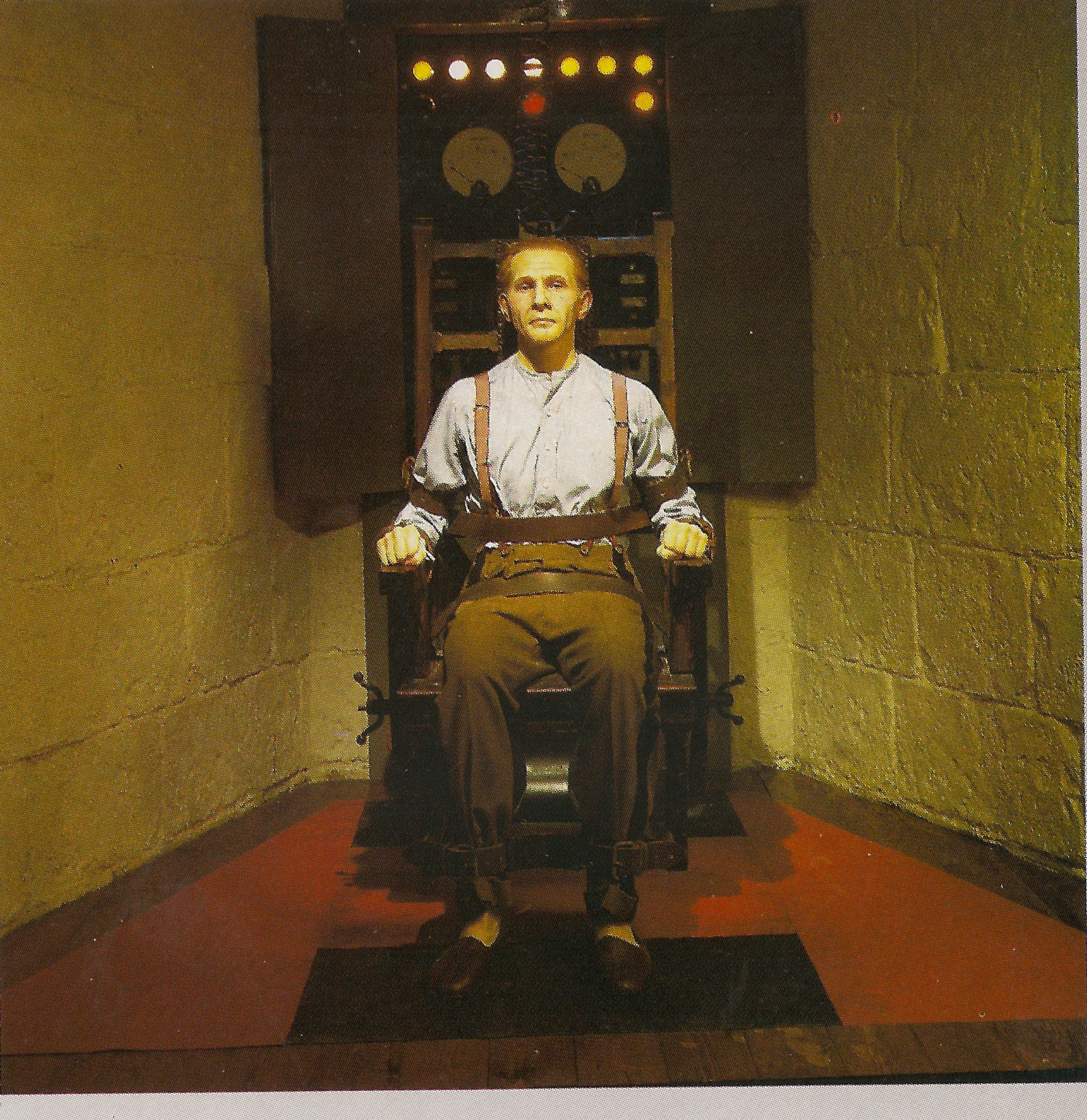
電気椅子に掛けられる男
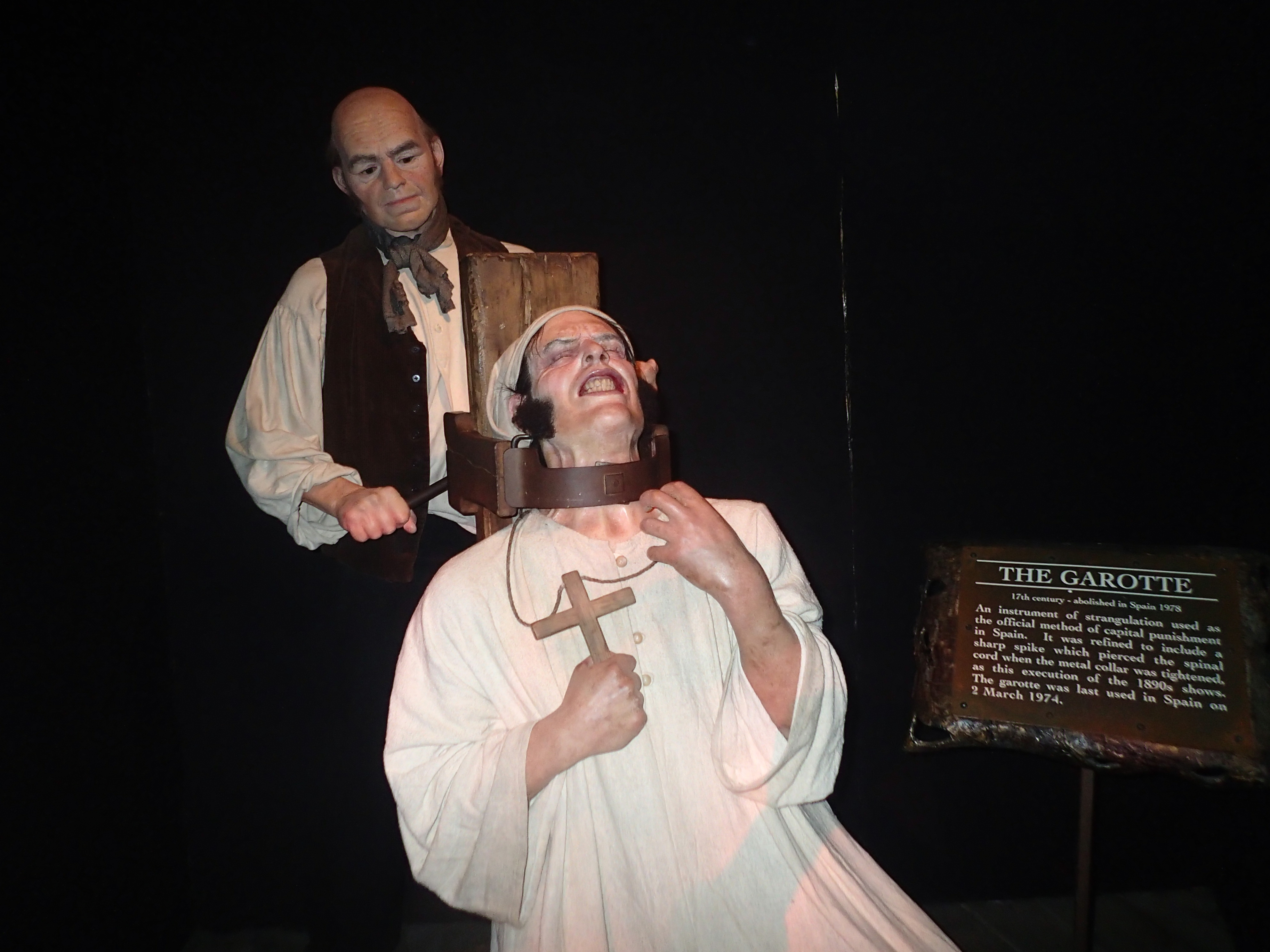
鉄環絞首刑（ガロット）による絞殺
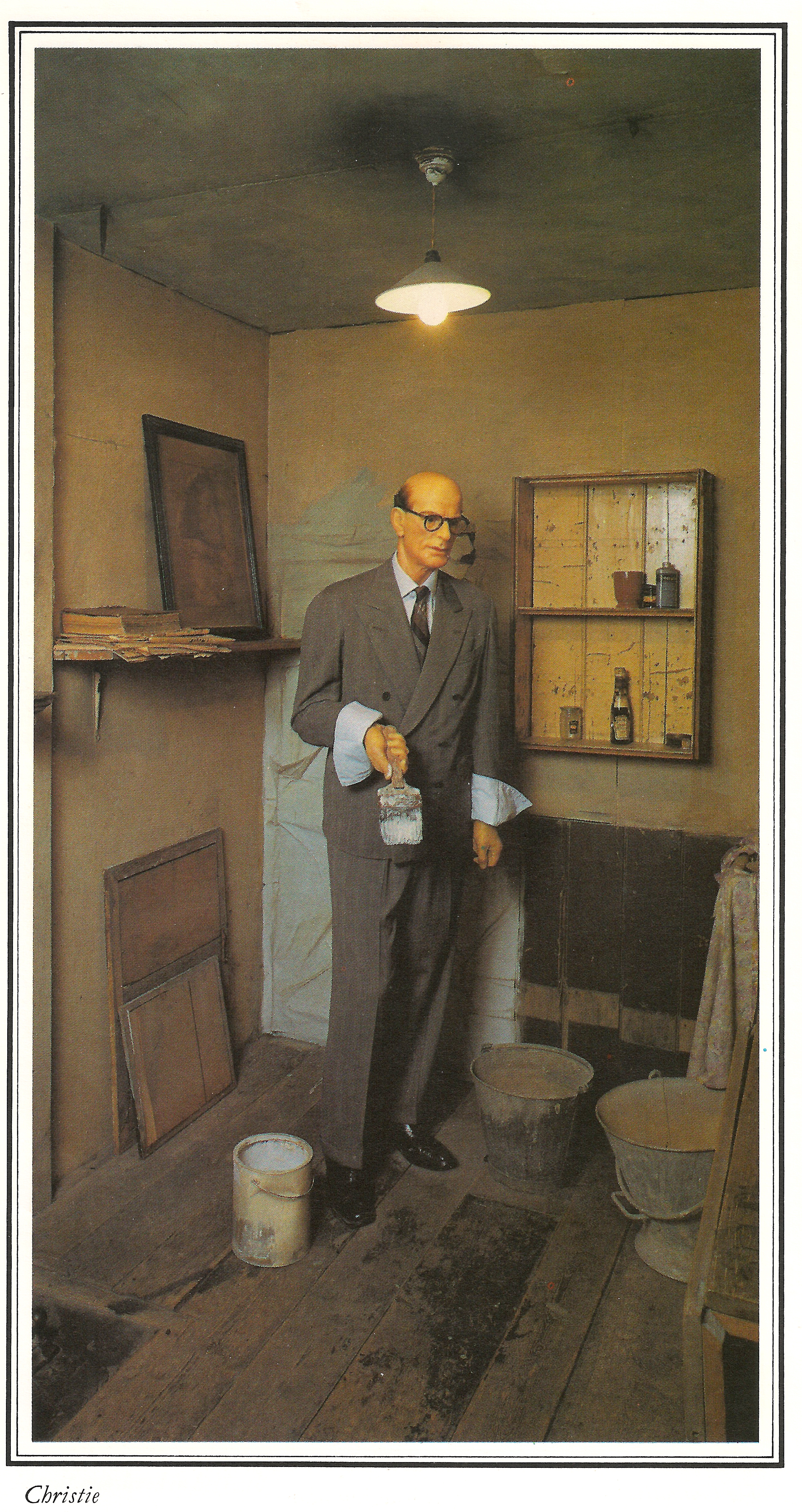
ジョン・クリスティの蝋人形
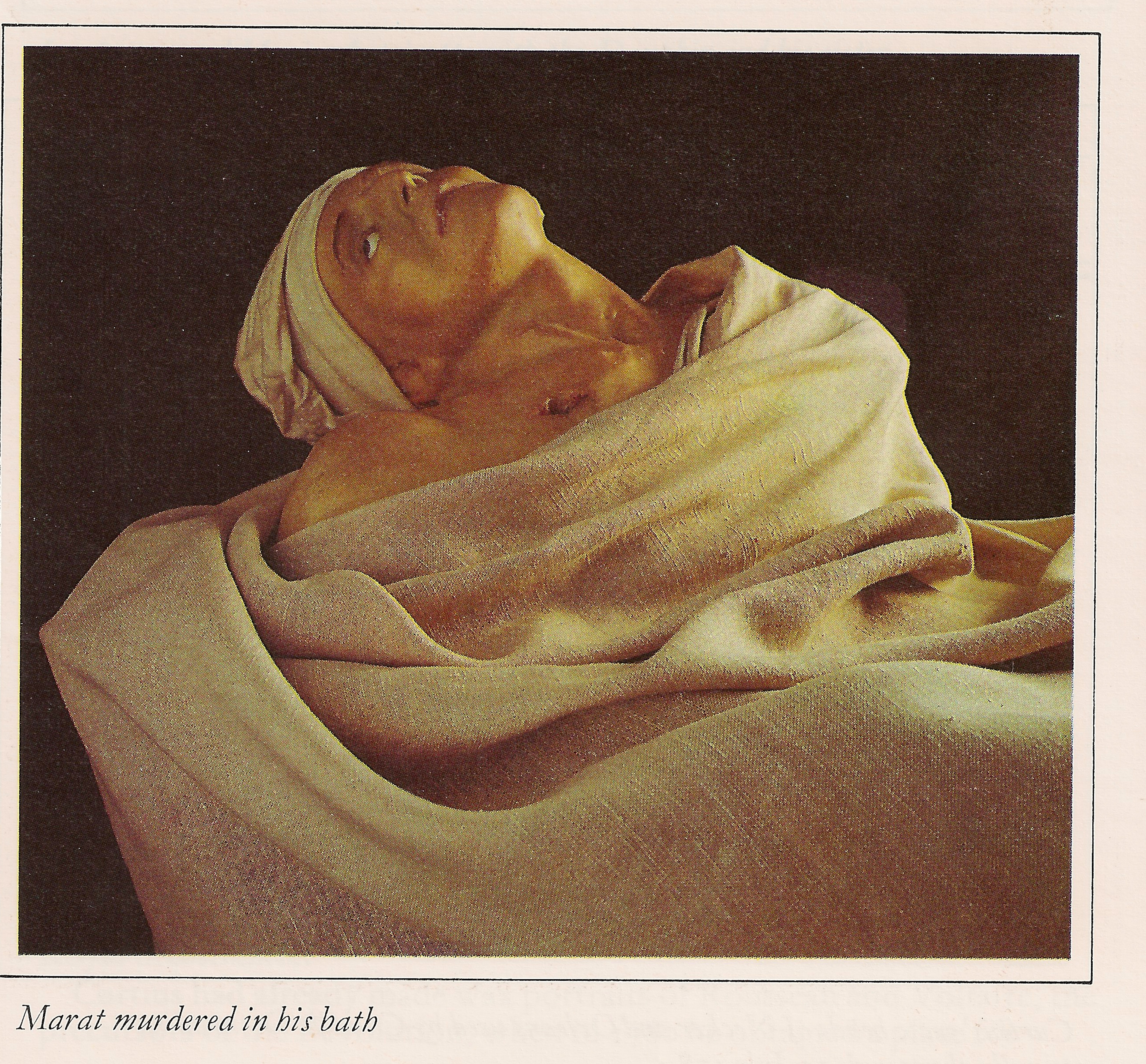
ジャン＝ポール・マラー（マラーの死）